# Брент (Флорида)
Брент (англ. Brent) — статистически обособленная местность, расположенная в округе Эскамбия (штат Флорида, США) с населением в 22 257 человек по статистическим данным переписи 2000 года.

## География
По данным Бюро переписи населения США статистически обособленная местность Брент имеет общую площадь в 27,19 квадратных километров, из которых 26,94 кв. километров занимает земля и 0,26 кв. километров — вода. Площадь водных ресурсов округа составляет 0,96 % от всей его площади.
Статистически обособленная местность Брент расположена на высоте 34 м над уровнем моря.

## Демография
| Год переписи        | Нас.  |  | %±    |
| ------------------- | ----- |  | ----- |
| 1980                | 21872 |  | —     |
| 1990                | 21624 |  | −1,1% |
| 2000                | 22257 |  | 2,9%  |
| 1980–2000 Источник: |       |  |       |

По данным переписи населения 2000 года в Брентe проживало 22 257 человек, 4800 семей, насчитывалось 7008 домашних хозяйств и 7796 жилых домов. Средняя плотность населения составляла около 818,57 человек на один квадратный километр. Расовый состав населённого пункта распределился следующим образом: 59,87 % белых, 34,25 % — чёрных или афроамериканцев, 0,74 % — коренных американцев, 2,28 % — азиатов, 0,27 % — выходцев с тихоокеанских островов, 2,13 % — представителей смешанных рас, 0,47 % — других народностей. Испаноговорящие составили 1,95 % от всех жителей статистически обособленной местности.
Из 7008 домашних хозяйств в 32,9 % воспитывали детей в возрасте до 18 лет, 41,7 % представляли собой совместно проживающие супружеские пары, в 22,1 % семей женщины проживали без мужей, 31,5 % не имели семей. 25,3 % от общего числа семей на момент переписи жили самостоятельно, при этом 8,7 % составили одинокие пожилые люди в возрасте 65 лет и старше. Средний размер домашнего хозяйства составил 2,60 человек, а средний размер семьи — 3,12 человек.
Население статистически обособленной местности по возрастному диапазону по данным переписи 2000 года распределилось следующим образом: 23,8 % — жители младше 18 лет, 24,1 % — между 18 и 24 годами, 23,4 % — от 25 до 44 лет, 17,2 % — от 45 до 64 лет и 11,4 % — в возрасте 65 лет и старше. Средний возраст жителей составил 27 лет. На каждые 100 женщин в Брентe приходилось 84,1 мужчин, при этом на каждые сто женщин 18 лет и старше приходилось 78,9 мужчин также старше 18 лет.
Средний доход на одно домашнее хозяйство статистически обособленной местности составил 27 488 долларов США, а средний доход на одну семью — 31 250 долларов. При этом мужчины имели средний доход в 26 390 долларов США в год против 18 637 долларов среднегодового дохода у женщин. Доход на душу населения статистически обособленной местности составил 27 488 долларов в год. 20,5 % от всего числа семей в населённом пункте и 24,5 % от всей численности населения находилось на момент переписи населения за чертой бедности, при этом 37,9 % из них были моложе 18 лет и 12,8 % — в возрасте 65 лет и старше.